# 嵯峨春平
嵯峨 春平（さが しゅんぺい、1951年3月10日 - 2004年8月23日）は、石川県金沢市出身の実業家。北陸放送第3代社長、北陸東通社長。慶應義塾大学法学部卒業。
祖父は北國新聞社第5代社長で、北陸放送と金沢工業大学の創設者でもある嵯峨保二。叔父は北國新聞社第6代社長の嵯峨喬。父は北陸放送第2代社長の嵯峨逸平。長男はTBSテレビ社員の嵯峨祥平。長女はタレント・モデルのさがゆりこ。娘婿（ゆりこの夫）はNSGグループ代表池田弘の長男で、新潟総合学院理事長、日本青年会議所会頭の池田祥護。

## 経歴
- 1976年（昭和51年） - 慶應義塾大学卒業後、TBSに入社[注釈 1][注釈 2]。
- 1982年（昭和57年） - 北陸放送に転籍し、取締役就任。
- 1983年（昭和58年） - 常務取締役就任。
- 1985年（昭和60年） - 代表取締役専務就任。
- 1989年（平成元年） - 副社長就任。
- 1993年（平成5年） - 代表取締役社長就任。
- 1997年（平成9年） - 北陸放送でのCM未放送問題をめぐって代表取締役社長を引責辞任し、代表取締役に変更。
- 2004年（平成16年）8月23日 - 呼吸不全のため、石川県松任市（後の白山市）内の病院で死去[1]。